# 渡部光正
渡部 光正（わたなべ みつまさ、英: Mitsumasa Watanabe、1944年9月24日 - ）は、愛媛県温泉郡北吉井村（現・東温市）生まれのサックス奏者、指揮者、幹部自衛官、教育者。航空中央音楽隊副隊長、西部航空音楽隊長、東温市青少年補導センター所長などを歴任。最終階級は2等空佐。

## 略歴
1944年、愛媛県温泉郡北吉井村（現・東温市）に生まれる。重信中学校、県立松山東高校を卒業後、東京藝術大学音楽学部別科を修了し、国立音楽大学器楽科を卒業。サックス奏者として航空中央音楽隊へ入隊。東京藝術大学研修後、立川、春日、三沢、浜松の指揮者を経て2002年、西部航空音楽隊長に。サックスを坂口新、石渡悠史、指揮法を紙谷一衛、音楽理論を石原忠興に師事。2001年の大相撲夏場所では国歌演奏の指揮者を務めた。
定年退官後は、地元・愛媛県東温市で教育相談員や青少年補導センター所長を務めた。

## 主なCD作品
- 「吹奏楽 プロムナード・コンサート2」
- 「CAFUA Selection 2006 吹奏楽コンクール自由曲選「オペラ座の怪人」」[4]